# نورتهايم (مقاطعة)
نورتهايم  هي مقاطعة في سكسونيا السفلى، ألمانيا. ويحدها (من الشمال الغربي ومع عقارب الساعة) مقاطعات هولتسميندن وهيلديسهايم وجوسلار وغوتينغن وولاية هسن (مقاطعة كاسل).

## روابط خارجية
- الموقع الرسمي (بالألمانية)

إحداثيات: 51°45′N 9°50′E / 51.75°N 9.83°E